# Conopleura striata
Conopleura striata é uma espécie de gastrópode do gênero Conopleura, pertencente a família Drilliidae.